# Horst Elschner
Horst Karl Elschner (* 6. Juni 1939 in Dresden; † 5. Januar 2000 ebenda) war ein deutscher Physiker und Elektrotechniker. Zwischen 1977 und 1991 war er ordentlicher Professor für Grundlagen der Elektrotechnik an der Sektion Informationstechnik der Technischen Universität Dresden.

## Leben
Elschner legte sein Abitur 1957 in Dresden ab und nahm im selben Jahr ein Studium der Physik an der TH Dresden auf, welches er 1962 mit Diplom abschloss. In der Folge war er zunächst ab 1962 Assistent am Institut für Allgemeine Elektrotechnik der TU Dresden und promovierte 1967 ebenda. Ein Jahr später wurde Elschner in Dresden Hauptoberassistent für Informationstechnik, erhielt 1970 seine Facultas Docendi und fungierte dort zwischen 1970 und 1977 als Hochschuldozent für Informationstechnik.
Nach dem Abschluss seiner Promotion B zum Dr. sc. techn. an der Technischen Universität (1973) wurde Elschner 1977 ordentlicher Professor für Grundlagen der Elektrotechnik an der Sektion Informationstechnik. Diesen Posten hatte er bis 1991 inne, ehe er emeritiert wurde.
Horst Karl Elschner starb am 5. Januar 2000 in seiner Geburtsstadt Dresden.

## Schriften (Auswahl)
- Ein neues Massenspektrometer ohne Magnetfeld (Promotion), Dresden, 1967.
- Gunn-Elektronik: Grundlagen und Anwendungen (Promotion B), Dresden, 1973.
- zusammen mit Klaus Lunze und Albrecht Möschwitzer: Neue Bauelemente der Informationselektrinik, Akademische Verlagsgesellschaft Geest & Portig, Leipzig, 1974.
- zusammen mit Albrecht Möschwitzer und Albrecht Reibiger: Rechnergestützte Analyse in der Elektronik, Verlag Technik, Berlin, 1977.
- zusammen mit Detlef Dahms und Gerhard Rödig: LED-Ansteuerungsschaltkreis A 277 D: Eigenschaften und Einsatzmöglichkeiten, Halbleiterwerk Frankfurt (Oder), Frankfurt (Oder) 1981.
- Grundlagen der Elektrotechnik, Elektronik, Verlag Technik, Berlin, 1990, ISBN 978-3-341-00697-9.